# Górnoślązak (miesięcznik)
Górnoślązak: „Gazeta Związku Górnośląskiego” – śląski miesięcznik społeczno-polityczny wydawany od czerwca 2014 przez MediaGold a następnie przez Związek Górnośląski w Katowicach. Ostatni numer ukazał się w 2019 roku.

## Zespół redakcyjny
Mirella Dąbek, Grzegorz Franki (redaktor naczelny), Krzysztof E. Kraus (sekretarz redakcji), Łucja Staniczkowa.